# Klein (cratère)
Pour les articles homonymes, voir Klein.
Klein est un cratère lunaire situé sur le bord ouest du cratère Albategnius.
Il a été nommé ainsi en l'honneur de l'astronome allemand Hermann Joseph Klein (en).